# Casino Reusense
El Casino Reusense va ser una associació cultural i recreativa activa a la ciutat de Reus des de juliol de 1850 fins a finals de 1868, amb un període d'inactivitat el 1866 i 1867.
Es va instal·lar a la casa de Tomàs de March, on va tenir la seva activitat fins a la clausura del 31 de desembre de 1865. Va organitzar activitats recreatives i reunions, algunes amb gran transcendència per la ciutat, com les que van impulsar la construcció de la línia fèrria de Reus a Montblanc i van fer evident la necessitat de les línies cap a Saragossa i Madrid, sota l'impuls de Frederic Gomis, Pau Canals i Joaquim Borràs. Aquests reusencs van convocar al juny de 1856 una àmplia reunió a la que va assistir un nombrós públic per parlar del projecte, i on es va constituir una societat concessionària, la Companyia del Ferrocarril de Reus a Montblanc, (posteriorment LRT). El Casino Reusense tenia una biblioteca molt ben assortida. Quan el 1865 es va clausurar la societat, era l'ateneu més antic dels que en aquell moment hi havia a Reus.
A començament de gener de 1868 el Casino Reusense va tornar a l'activitat. Es va anunciar una gran festa de reobertura que es va celebrar el 28 de febrer, al nou local instal·lat a l'edifici de l'antic hospital. El 8 de març es van fer eleccions a la junta. El 26 d'abril es va celebrar una vetllada literària abans del ball. A finals d'aquell mes es van anunciar classes d'instrucció primària i de matemàtiques, i el primer de juliol es van iniciar les classes de lectura en veu alta i d'història universal. Per a assistir-hi s'havia de ser soci de l'entitat. No hi devia haver prou socis per a finançar les activitats, i van fer una crida a la població a través d'una circular dirigida a diversos reusencs benestants, que va reproduir la premsa de l'època i que demanava el "concurso de las personas de positivo saber" per tal de "dotar a Reus de un Ateneo industrial, artístico y literario, en el cual pueda la juventud estudiosa ensayar sus fuerzas y tratar todos los asuntos que tengan relación con nuestra agricultura e industria". Formaven la Junta Pere Munté com a president, Eusebi Gallisà vicepresident, Frederic Bonet, Pere Peyreu, Josep Miquel i Pere Parés vocals, i Joaquim M. Bartrina i Pere Constantí secretaris. La circular va ser molt ben acollida. L'historiador reusenc Pere Anguera diu que els noms dels components de la Junta són els dels membres més actius del llavors dissolt Centre de Lectura, i membres de diferents opcions polítiques de la ciutat. El 31 de novembre de 1868 el Casino Reusense es va convertir en "Casino Democrático", ja que la reobertura del Centre de Lectura va fer incorporar a aquella entitat una part dels seus socis. El Casino Democrático va transformar-se en el local dels monàrquics seguidors del general Prim.